# Strafprozessordnung
Strafprozessordnung (skrót: StPO) – niemiecka ustawa, Kodeks procesu karnego. Jej przedmiot regulacji w znacznym stopniu pokrywa się z polskim Kodeksem postępowania karnego – reguluje postępowanie w przypadku ścigania przestępstw.

## Przegląd treści StPO
| Przegląd treści | Inhaltsübersicht |
| --- | --- |
| Księga 1 – Przepisy ogólne 1. Właściwość rzeczowa sądu 2. Właściwość miejscowa 3. Wyłączenie osób 4. Decyzje sądu oraz komunikacja między uczestnikami 5. Terminy i przywrócenie terminu 6. Świadkowie 7. Biegli i oględziny 8. Przepadek,... 9. Areszt i tymczasowe aresztowanie 9a. Dalsze środki zabezpieczające postępowanie oraz wykonanie kary 9b. Tymczasowy zakaz wykonania zawodu 1. Wyjaśnienia oskarżonego 2. Obrona | Buch 1 – Allgemeine Vorschriften 1. Sachliche Zuständigkeit der Gerichte 2. Gerichtsstand 3. Ausschließung und Ablehnung der Gerichtspersonen 4. Gerichtliche Entscheidungen und Kommunikation zwischen den Beteiligten 5. Fristen und Wiedereinsetzung in den vorigen Stand 6. Zeugen 7. Sachverständige und Augenschein 8. Beschlagnahme, Überwachung des Fernmeldeverkehrs, Rasterfahndung, Einsatz technischer Mittel, Einsatz Verdeckter Ermittler und Durchsuchung Augenschein 9. Verhaftung und vorläufige Festnahme 9a. Weitere Maßnahmen zur Sicherstellung der Strafverfolgung und Strafvollstreckung 9b Vorläufiges Berufsverbot 1. Vernehmung des Beschuldigten 2. Verteidigung |
| Księga 2 – Postępowanie przed sądem I instancji 1. Oskarżenie publiczne 2. Przygotowanie oskarżenia publicznego 3. (skreślono) 4. Decyzja o otwarciu rozprawy głównej 5. Przygotowanie rozprawy głównej 6. Rozprawa główna 7. Decyzja o warunku lub późniejszym zarządzeniu izolacji skazanego ze względu na bezpieczeństwo ogółu 8. Postępowanie zaoczne                                                                       | Buch 2 – Verfahren im ersten Rechtszug 1. Öffentliche Klage 2. Vorbereitung der öffentlichen Klage 3. (weggefallen) 4. Entscheidung über die Eröffnung des Hauptverfahrens 5. Vorbereitung der Hauptverhandlung 6. Hauptverhandlung 7. Entscheidung über die im Urteil vorbehaltene oder die nachträgliche Anordnung der Sicherungsverwahrung 8. Verfahren gegen Abwesende |
| Księga 3 – środki odwoławcze 1. Przepisy ogólne 2. Zażalenie 3. Apelacja 4. Kasacja | Buch 3 – Rechtsmittel 1. Allgemeine Vorschriften 2. Beschwerde 3. Berufung 4. Revision |
| Księga 4 – Wznowienie prawomocnie przez wyrok zakończonego postępowania | Buch 4 – Wiederaufnahme eines durch rechtskräftiges Urteil abgeschlossenen Verfahrens |
| Księga 5 – Udział pokrzywdzonego w postępowaniu 1. Oskarżenie prywatne 2. Oskarżenie posiłkowe 3. Zadośćuczynienie pokrzywdzonego 4. Uprawnienia pokrzywdzonego | Buch 5 – Beteiligung des Verletzten am Verfahren 1. Privatklage 2. Nebenklage 3. Entschädigung des Verletzten 4. onstige Befugnisse des Verletzten |
| Księga 6 – Postępowania szczególne 1. Postępowanie nakazowe 2. Postępowanie zabezpieczające 3. Postępowanie w sprawie przepadku oraz zajęciu majątku 4. Postępowanie w sprawie wymierzenia grzywne wobec osób prawnych i zrzeszeniom osób | Buch 6 – Besondere Arten des Verfahrens 1. Verfahren bei Strafbefehlen 2. Sicherungsverfahren 3. Verfahren bei Einziehung und Vermögensbeschlagnahme 4. Verfahren bei Festsetzung von Geldbuße gegen juristische Personen und Personenvereinigungen |
| Księga 7 – Postępowanie upominawcze | Buch 7 – Strafvollstreckung und Kosten des Verfahrens |
| Księga 8 – Egzekucja 1. Przepisy ogólne 2. Egzekucja świadczeń pieniężnych 3. Egzekucja świadczeń o wydanie rzeczy lub o dokonanie lub zaniechanie czynności 4. Wyjawienie majątku i aresztowanie 5. Zajęcie i zarządzenie tymczasowe | Buch 8 – Zwangsvollstreckung 1. Allgemeine Vorschriften 2. Zwangsvollstreckung wegen Geldforderungen 3. Zwangsvollstreckung zur Erwirkung der Herausgabe von Sachen und zur Erwirkung von Handlungen oder Unterlassungen 4. Eidesstattliche Versicherung und Haft 5. Arrest und einstweilige Verfügung |
| Księga 9 – Postępowanie wywoławcze | Buch 9 – Aufgebotsverfahren |
| Księga 10 – Postępowanie przed sądem polubownym 1. Przepisy ogólne 2. Zapis na sąd polubowny 3. Ustanowienie sądu polubownego 4. Właściwość sądu polubownego 5. Prowadzenie postępowania przez sąd polubowny 6. Orzeczenie sądu polubownego i zakończenie postępowania 7. Skarga na orzeczenie sądu polubownego 8. Uznawanie i wykonywanie orzeczeń sądów polubownych 9. Postępowanie przed sądem 10. Pozaumowne sądy polubowne | Buch 10 – Schiedrichterliches Verfahren 1. Allgemeine Vorschriften 2. Schiedsvereinbarung 3. Bildung des Schiedsgerichts 4. Zuständigkeit des Schiedsgerichts 5. Durchführung des schiedsrichterlichen Verfahrens 6. Schiedsspruch und Beendigung des Verfahrens 7. Rechtsbehelf gegen den Schiedsspruch 8. Voraussetzungen der Anerkennung und Vollstreckung von Schiedssprüchen 9. Gerichtliches Verfahren 10. Außervertragliche Schiedsgerichte |
| Księga 11 – Współpraca sądowa w Unii Europejskiej 1. Doręczanie w trybie rozporządzenia nr 1348/2000 2. Przeprowadzanie dowodu w trybie rozporządzenia nr 1206/2001 3. Zwolnienie od kosztów sądowych w trybie dyrektywy 2003/8 4. Europejski tytuł egzekucyjny w trybie rozporządzenia nr 805/2004 | Buch 11 – Justizielle Zusammenarbeit in der Europäischen Union 1. Zustellung nach der Verordnung (EG) Nr. 1348/2000 2. Beweisaufnahme nach der Verordnung (EG) Nr. 1206/2001 3. Prozesskostenhilfe nach der Richtlinie 2003/8/EG 4. Europäische Vollstreckungstitel nach der Verordnung (EG) Nr. 805/2004 |